# إف. دبليو. بيرنستاين
إف. دبليو. بيرنستاين (بالألمانية: F. W. Bernstein) هو أستاذ جامعي وكاتب وشاعر ألماني، ولد في 4 مارس 1938 في غوبينغن في ألمانيا، وتوفي في 20 ديسمبر 2018 في برلين في ألمانيا.

## وصلات خارجية
- الموقع الرسمي
- إف. دبليو. بيرنستاين على موقع مونزينجر (الألمانية)
- إف. دبليو. بيرنستاين على موقع ميوزك برينز (الإنجليزية)
- إف. دبليو. بيرنستاين على موقع ديسكوغز (الإنجليزية)